# Desūr
Desūr är en ort i Indien.   Den ligger i distriktet Tiruvannamalai och delstaten Tamil Nadu, i den södra delen av landet, 1 800 km söder om huvudstaden New Delhi. Desūr ligger 116 meter över havet och antalet invånare är 5 312.
Terrängen runt Desūr är platt, och sluttar österut. Runt Desūr är det tätbefolkat, med 411 invånare per kvadratkilometer. Närmaste större samhälle är Vandavāsi, 15,4 km nordost om Desūr. Omgivningarna runt Desūr är en mosaik av jordbruksmark och naturlig växtlighet.